# Ivan Jurkovič (nadškof)
Ivan Jurkovič, slovenski rimokatoliški nadškof, diplomat in apostolski nuncij, * 10. junij 1952, Kočevje. 
Od februarja 2016 je stalni opazovalec Svetega sedeža pri Združenih narodih v Ženevi. Pred tem je bil apostolski nuncij v Belorusiji, Ukrajini, Rusiji ter v Uzbekistanu.